# Абду-ль-Гани, Абду-ль-Азиз
Абду-ль-Азиз Абду-ль-Гани (араб. عبد العزيز عبد الغني‎; 4 июля 1939 — 22 августа 2011) — премьер-министр Йеменской Арабской Республики c 25 января 1975 года по 15 октября 1980 года и с 13 ноября 1983 года по 22 мая 1990 года, а также объединённого Йемена — с 6 октября 1994 года по 14 мая 1997 года.

## Биография
В 1962 году окончил Колорадский университет (США), экономист. В 1964—1967 годах — преподаватель английского языка и социологии в Адене. В 1967—1968 годах — министр здравоохранения ЙАР. В 1968 году — директор Йеменского банка реконструкции и развития в Сане. В 1968—1971 гг. — министр экономики, в 1971—1975 годах — управляющий Центральным банком Йемена. С 1979 года — член консультативного совета ЙАР. В 1980—1985 годах — вице-президент.
С 2003 года — председатель Консультативного Совета Йеменской Республики.
Умер в Эр-Рияде от ранений полученных 3 июня при обстреле резиденции президента Али Абдаллы Салеха.
Был женат, имел пятерых сыновей и дочь. Увлекался спортом.